# 大鋸屋村
大鋸屋村（おがやむら）は、かつて富山県東礪波郡にあった村。
村名は中心地の大鋸屋からとられた。

## 沿革
- 1889年（明治22年）4月1日 - 町村制の施行により、礪波郡大鋸屋村、上田村、林道村、中尾村、盛新村、瀬戸村、理休村の区域の一部及び新泉沢村の区域の一部をもって、礪波郡大鋸屋村が発足する。
- 1896年（明治29年）3月29日 - 郡制の施行のため、礪波郡が分割して、東礪波郡が発足により、東礪波郡に所属となる。
- 1952年（昭和27年）5月1日 - 東礪波郡城端町、南山田村、大鋸屋村、北野村及び蓑谷村が合併して、東礪波郡城端町が発足する。

## 歴代村長
出典→
1. 湯浅吉郎平（1889年6月 - 1891年11月）
2. 高桑長兵衛（1891年12月 - 1893年7月）
3. 高木眞砂（1893年8月 - 1897年7月）
4. 高桑長左衛門（1897年8月 - 1897年10月）
5. 大桑孝文（1897年10月 - 1901年1月）
6. 盛田与三（1899年10月 - 1901年1月）
7. 高桑長兵衛（1901年1月 - 1903年8月）
8. 高桑万蔵（1903年8月 - 1906年2月）
9. 石村与三七（1906年3月 - 1907年8月）
10. 吉岡与三吉（1907年8月 - 1908年1月）
11. 大野半次郎（1908年1月 - 1909年5月）
12. 大桑孝文（1909年5月 - 1912年5月）
13. 土井与一郎（1912年3月 - 1913年11月）
14. 浦川米次郎（1913年12月 - 1915年11月）
15. 島田助一郎（1915年11月 - 1930年5月）
16. 内山庄（1930年6月 - 1930年8月）
17. 高桑常次郎（1930年8月 - 1931年8月）
18. 小谷川善七（1934年8月 - 1936年9月）
19. 島田助一郎（1936年9月 - 1938年3月）
20. 山田勘平（1939年3月 - 1940年2月）
21. 中島庄太郎（1940年2月 - 1947年1月）
22. 五東竹次郎（1947年2月 - 1952年4月）